# Diócesis de Semigalia
La diócesis de Semigalia (en latín: Dioecesis Semigallensis, en letón: Zemgales bīskapija y en alemán: Bisdom Semgallen) fue una circunscripción eclesiástica de la Iglesia católica en Letonia. Fue suprimida en 1251 y restaurada brevemente como sede titular en el siglo XIV. Se trataba de una diócesis latina, sufragánea de la arquidiócesis de Hamburgo-Bremen.

## Territorio y organización

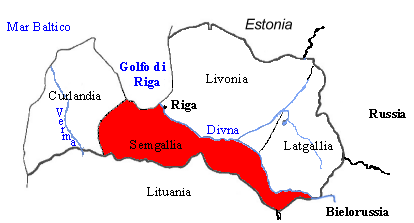
Mapa de la región de Semigalia

La diócesis extendía su jurisdicción sobre los fieles católicos de rito latino residentes en la región de Upmale (Terra Opemele), alrededor del castro de Mežotne, que fue el territorio bajo el control del obispo y su capítulo catedralicio, aunque inicialmente se previó que incluyera las regiones históricas de Semigalia (habitada por los semigalianos, en el centro y sur de Letonia y norte de Lituania); Selonia (habitada por los selonianos, en el sureste de Letonia y noreste de Lituania); y Samogitia (habitada por los samogitios, en Lituania).
La sede de la diócesis se encontraba en la localidad de Mežotne, una villa en el actual municipio de Bauska.

## Historia

Área habitada aproximada por las tribus bálticas alrededor de los siglos -

La diócesis fue erigida en la primera mitad del siglo XIII cuando, tras las llamadas Cruzadas bálticas, la región báltica se convirtió al cristianismo. Las cruzadas bálticas fueron emprendidas por los reyes católicos de Suecia y Dinamarca y las órdenes Teutónica y Livonia contra los pueblos paganos de la Europa nororiental y la cuenca del mar Báltico. 
La sede de la diócesis de Selonia, erigida en 1218, se trasladó a Mežotne en 1225 después de la muerte de su primer obispo, Bernhard von Lippe. Sin embargo, el título utilizado oficialmente por la curia papal romana era el de "obispo de Selonia" (episcopus Seloniensis). Considerando que la parte más importante de la diócesis estaba situada en Semigalia, el obispo de Selonia fue llamado obispo de Semigalia (episcopus Semigallie o Semigallorum) en la Crónica de Enrique de Livonia.
El 21 de marzo de 1226 Albert von Buxthoeven, obispo de Riga, en comunicación con el legado papal Guillermo de Módena, decidió abolir la diócesis de Selonia y establecer la diócesis de Semigalia. El segundo obispo de Selonia, Lambert, renunció a las tierras y al título de Selonia en favor de la diócesis de Riga, conservando los ingresos de Selonia por el momento. Como compensación, recibió las tierras occidentales de Semigalia y el título de obispo de Semigalia. Los límites del nuevo obispado aún no estaban determinados, ya que los planes de los cruzados incluían la conquista y el bautismo de todas las tierras habitadas por los semigalianos.
El 9 de agosto de 1231, después del contraataque del rey semigaliano Viestard en la Batalla de Aizkraukle, el obispo de Riga, Nikolaus von Nauen, redistribuyó las tierras de Semigalia, añadiendo los territorios de Mežotne y Upmale a la diócesis de Riga, pero transfiriendo el resto de Semigalia a Riga y a la Orden, liquidando así de facto la diócesis de Semigalia.
En enero de 1232 el vicelegado papal Balduin von Alna, cuyos objetivos incluían el establecimiento de un estado papal en las tierras de Livonia, logró que el papa Gregorio IX lo nombrara obispo de Semigalia. Al notar que Albert había violado su derecho a nombrar sólo al primer obispo al nombrar a Lambert como segundo obispo de Selonia, el papa Gregorio IX consideró que la posición de Lambert no tenía base legítima. Con el nombramiento de Balduin como obispo, todas las órdenes de Lambert fueron revocadas. Con una carta del 3 de febrero de 1232 el papa ordenó al obispo de Riga, al capítulo catedralicio, a la Orden y a la ciudad de Riga que entregaran a Balduin von Alna las tierras del obispado de Semigalia, que habían sido redistribuidas el año anterior, así como las tierras de Curlandia.
El 29 de enero de 1232 el papa expresó su agradecimiento a Balduin von Alna por su exitosa labor en su anterior posición como vicelegado, cuando había cruzado los mares para llevar salvación a los pueblos bárbaros como una paloma con una rama de olivo verde, convirtiendo varias provincias de Curlandia a la fe cristiana y también lo nombró su legado en Livonia, Gotland, Finlandia, Estonia, Semigalia, Curlandia y otras tierras recién bautizadas y paganas, autorizándolo a castigar al clero, nombrar y destituir abades y otros funcionarios, consagrar obispos y restringir a los desobedientes con extraños castigos eclesiásticos.
El 30 de enero de 1232 el papa encargó a su legado, el obispo Balduin de Semigalia, que tomara posesión de las tierras recién bautizadas de Livonia y Estonia, que aún no tenían límites diocesanos definidos, en nombre del papa.
El 3 de febrero de 1232 el papa prohibió a todas las personas bautizadas dentro de los límites de su legación concluir allí tratados de paz y justicia señorial con los paganos o los rusos sin el consentimiento del legado Balduin. Quejándose de que la Iglesia católica en Livonia, Finlandia, Estonia, Semigalia y Curlandia era todavía joven y pobre, el papa encargó al obispo Balduin de Semigalia que gobernara también Curlandia hasta el final de su vida, anulando así los acuerdos celebrados por el pueblo de Riga respecto a la división de esta tierra entre ellos. Ignorando la sentencia del tribunal de arbitraje de Riga impuesta en 1231, por la que privaron a Balduin von Alna de libros de división de tierras y otras cosas, el papa exigió al obispo de Riga, Nicolás, al capítulo de la catedral, a los Hermanos Livonios de la Espada y a los terratenientes de Riga que renunciaran a sus derechos en favor de la Iglesia romana sobre los curonianos, semigalianos, samis y otros, entregándolos junto con las respectivas provincias al legado papal, Balduin. El papa encargó a su legado Balduin que se ocupara también del alimento espiritual de los recién bautizados en las diócesis de Reval, Wierland y otras diócesis de Livonia, Finlandia y Estonia mientras estuvieran vacantes o sus obispos estuvieran ausentes. En consecuencia, el obispo de Semigalia, con sede en Mežotne, se había convertido en el señor feudal más poderoso de toda Livonia.
El 4 de febrero de 1232 Gregorio IX emitió un documento adicional sobre las tierras de Semigalia, anunciando que él mismo había consagrado al obispo de Semigalia y le ordenaba devolver Semigalia con todo lo que le pertenecía. Mežotne se convirtió en la residencia del decano de Semigalia, Heidenrik, y del capítulo. El 20 de abril de 1233 el papa concedió al capítulo de Mežotne el título de San Agustín y la constitución de la orden premostratense.
Después de su degradación (alivio de los deberes de legado papal, así como de todos los demás cargos, excepto el de obispo de Semigalia) el 9 de febrero de 1234, Balduin devolvió la diócesis de Semigalia al papa en 1236.
El 17 de septiembre de 1237, refiriéndose a la bula del papa Gregorio IX del 28 de febrero de 1234, que permitía a su legado, el exobispo de Módena, Guillermo, unir y dividir los obispados de Livonia, dicho legado, con el consentimiento del obispo de Riga, Nicolás, el obispo de Dorpat, Hermann, y el decano del obispado vacante de Semigalia, Heinrich, determinó los límites de tres obispados en las tierras de Semigalia y Curlandia: 
- 1. La diócesis de Riga incluía el área entre el río Duina, el mar Báltico y río Venta hasta la desembocadura del Abava, más arriba del Abava hasta su nacimiento, pero desde allí en línea recta hasta el castillo de Koknese, sin invadir los límites de la región patrimonial de Riga, tal como se determinó en el libro de límites del 15 de marzo de 1226;
- 2. La diócesis de Curlandia incluía el área entre Nemunas y el Venta hasta Lituania, así como las regiones entre las fronteras de Abava, Venta y Semigalia;
- 3. La diócesis de Semigalia incluía el resto de Semigalia y las regiones de Kurusi entre el río Neman y el Duina al norte del río Neris, pero desde su nacimiento en dirección directa hacia Polotsk. De esta manera, toda Samogitia quedó incluida en el obispado de Semigalia.

En 1237 el arzobispo de Maguncia, con el consentimiento del papa, nombró a Heinrich von Lützelburg como obispo de Semigalia. A partir de entonces el obispo de Semigalia pasó a depender económicamente del obispo de Riga, Nicolás. Sin embargo, Heinrich no llegó a Livonia como obispo de Semigalia hasta 1247.

### Supresión
Después de la campaña de los cruzados contra Semigalia (1250) y el acuerdo sobre el bautismo del gran duque de Lituania, en 1251 el obispo Heinrich de Semigalia fue el protector del recién bautizado gran duque Mindaugas, pero rechazó categóricamente esta subordinación.
El 3 de febrero de 1251 un colegio de tres cardenales obispos de la curia papal examinó la cuestión de la diócesis de Semigalia y decidió que debía ser liquidada y su territorio anexado a la diócesis de Riga. El motivo de esta decisión fue la reducción del territorio de la diócesis de Semigalia hasta tal punto que ya no sería capaz de mantenerse por sí misma: sin los territorios que la diócesis de Semigalia había perdido a consecuencia de la limitación de 1237, en 1250, habiendo conquistado parte de Semigalia Occidental, la Orden Livonia, utilizando la autoridad concedida por el emperador Federico II en 1245, tomó bajo su soberanía un tercio de las tierras recién conquistadas.
El 27 de julio de 1251 y el 31 de agosto de 1252, el obispo Nicolás de Riga en el castillo de Turaida (en latín: Toreidia) confirmó los derechos de un archidiácono como decano del capítulo de la Catedral de Riga en toda Semigalia.
El último obispo de Semigalia, Heinrich von Lützelburg, fue nombrado obispo de Curlandia.
En el siglo XIV existieron algunos obispos titulares que llevaron el título de Semigalia.
En 1417, después del bautismo de los samogitios, la diócesis de Semigalia fue restaurada formalmente sólo en la parte sur de su territorio originalmente previsto, con el nombre de diócesis de Samogitia.

## Episcopologio
- - Lambert † (1226-después de 1229 falleció) (no recibió confirmación papal)
  - Sede vacante (1229-1232)
- Balduin von Alna, O.Cist. † (1232-1243 falleció)
- Arnold, O.Cist. † (circa 1246-? renunció)
- Heinrich von Lützelburg, O.F.M. † (5 de diciembre de 1247-1251 nombrado obispo de Curlandia)

### Obispos titulares
- Tommaso † (14 de febrero de 1343-?)
- Boniface du Puy † (circa 1379-?)
- Giovanni Jagow, O.P. † (18 de febrero de 1383-20 de julio de 1384 nombrado obispo de Strängnäs)